# Vela nos Jogos Olímpicos de Verão de 2016 - 49er
As provas da classe 49er da vela nos Jogos Olímpicos de Verão de 2016 realizou-se entre 12 e 18 de agosto na Marina da Glória, Rio de Janeiro. Disputaram-se 13 regatas (a última de disputa das medalhas) para homens.

## Formato da competição
A prova consistiu em 12 regatas preliminares e uma de discussão das medalhas (Medal Race). A posição em cada regata traduziu-se em pontos (os primeiros classificados somavam um ponto na classificação, enquanto os 13º, por exemplo, somavam com 13 pontos), que foram acumulados de regata a regata para obter a classificação. Só as 10 pontuações mais baixas ao fim das 12 primeiras regatas avançaram para a regata das medalhas, onde os pontos obtidos juntam-se aos já acumulados.
As regatas desenrolaram-se num percurso marcado com boias (puderam haver até seis desenhados em simultâneo), que tinha que ser percorrido por uma, duas ou três voltas, consoante estabelecido pelo Comité das Regatas.

## Calendário
| Data   | Sexta 12 ago  | Sábado 13 ago | Domingo 14 ago | Segunda 15 ago | Terça 16 ago    | Quarta 17 ago | Quinta 18 ago |
| ------ | ------------- | ------------- | -------------- | -------------- | --------------- | ------------- | ------------- |
| Evento | Regatas 1 a 3 | Regatas 4 a 6 | Descanso       | Regatas 7 a 9  | Regatas 10 a 12 | Descanso      | Medal Race    |

## Medalhistas
A embarcação da Nova Zelândia conquistou o título olímpico, superando a dupla australiana, que ganhou a prata. O bronze foi para os dois velejadores alemães.
|  | NZL Nova Zelândia        |  | AUS Austrália                 |  | GER Alemanha             |
|  | Peter Burling Blair Tuke |  | Nathan Outteridge Iain Jensen |  | Erik Heil Thomas Plössel |

## Resultados
Estes foram os resultados da competição:
| Pos.              | País               | Timoneiro(a)        | Tripulante(s)          | Regata 1 | Regata 1 | Regata 2 | Regata 2 | Regata 3 | Regata 3 | Regata 4 | Regata 4 | Regata 5 | Regata 5 | Regata 6 | Regata 6 | Regata 7 | Regata 7 | Regata 8 | Regata 8 | Regata 9 | Regata 9 | Regata 10 | Regata 10 | Regata 11 | Regata 11 | Regata 12 | Regata 12 | MR   | MR   | Total | Pts   |
| Pos.              | País               | Timoneiro(a)        | Tripulante(s)          | Pos.     | Pts.     | Pos.     | Pts.     | Pos.     | Pts.     | Pos.     | Pts.     | Pos.     | Pts.     | Pos.     | Pts.     | Pos.     | Pts.     | Pos.     | Pts.     | Pos.     | Pts.     | Pos.      | Pts.      | Pos.      | Pts.      | Pos.      | Pts.      | Pos. | Pts. | Total | Pts   |
| Medalha de ouro   | NZL Nova Zelândia  | Peter Burling       | Blair Tuke             | 1        | 1.0      | 1        | 1.0      | 5        | 5.0      | 2        | 2.0      | 7        | 7.0      | 6        | 6.0      | 2        | 2.0      | 3        | 3.0      | 1        | 1.0      | 3         | 3.0       | 5         | 5.0       | 4         | 4.0       | 1    | 2.0  | 42.0  | 35.0  |
| Medalha de prata  | AUS Austrália      | Nathan Outteridge   | Iain Jensen            | 13       | 13.0     | 8        | 8.0      | 2        | 2.0      | 5        | 5.0      | 10       | 10.0     | 12       | 12.0     | 4        | 4.0      | 5        | 5.0      | 8        | 8.0      | 2         | 2.0       | 7         | 7.0       | 7         | 7.0       | 4    | 8.0  | 91.0  | 78.0  |
| Medalha de bronze | GER Alemanha       | Erik Heil           | Thomas Plössel         | 6        | 6.0      | 3        | 3.0      | 1        | 1.0      | 3        | 3.0      | 4        | 4.0      | 13       | 13.0     | 14       | 14.0     | 4        | 4.0      | 5        | 5.0      | 10        | 10.0      | 4         | 4.0       | 18        | 18.0      | 8    | 16.0 | 101.0 | 83.0  |
| 4                 | DEN Dinamarca      | Jonas Warrer        | Christian Peter Lübeck | 8        | 8.0      | 9        | 9.0      | DSQ      | 21.0     | 15       | 15.0     | 1        | 1.0      | 5        | 5.0      | 6        | 6.0      | 13       | 13.0     | 14       | 14.0     | 18        | 18.0      | 1         | 1.0       | 2         | 2.0       | 3    | 6.0  | 119.0 | 98.0  |
| 5                 | FRA França         | Julien d'Ortoli     | Noé Delpech            | 20       | 20.0     | 12       | 12.0     | 16       | 16.0     | 12       | 12.0     | 2        | 2.0      | 9        | 9.0      | 1        | 1.0      | 1        | 1.0      | 3        | 3.0      | 17        | 17.0      | 9         | 9.0       | 14        | 14.0      | 2    | 4.0  | 120.0 | 100.0 |
| 6                 | GBR Grã-Bretanha   | Dylan Fletcher      | Alain Sign             | 15       | 15.0     | 10       | 10.0     | 7        | 7.0      | 20       | 20.0     | 14       | 14.0     | 4        | 4.0      | 5        | 5.0      | 6        | 6.0      | 9        | 9.0      | 1         | 1.0       | 6         | 6.0       | 3         | 3.0       | 10   | 20.0 | 120.0 | 100.0 |
| 7                 | ARG Argentina      | Yago Lange          | Klaus Lange            | 11       | 11.0     | 7        | 7.0      | 6        | 6.0      | 16       | 16.0     | 12       | 12.0     | 16       | 16.0     | DSQ      | 21.0     | 2        | 2.0      | 2        | 2.0      | 11        | 11.0      | 3         | 3.0       | 11        | 11.0      | 7    | 14.0 | 132.0 | 111.0 |
| 8                 | POL Polônia        | Łukasz Przybytek    | Paweł Kołodziński      | 2        | 2.0      | 13       | 13.0     | 9        | 9.0      | 9        | 9.0      | 5        | 5.0      | RDG      | 9.3      | 18       | 18.0     | 11       | 11.0     | 7        | 7.0      | 16        | 16.0      | 18        | 18.0      | 9         | 9.0       | 5    | 10.0 | 136.3 | 118.3 |
| 9                 | ESP Espanha        | Diego Botín         | Iago López             | 16       | 16.0     | 5        | 5.0      | 3        | 3.0      | 13       | 13.0     | 6        | 6.0      | 10       | 10.0     | 13       | 13.0     | 15       | 15.0     | 18       | 18.0     | 12        | 12.0      | 2         | 2.0       | 13        | 13.0      | 6    | 12.0 | 132.0 | 120.0 |
| 10                | IRL Irlanda        | Ryan Seaton         | Matt McGovern          | 14       | 14.0     | 2        | 2.0      | 4        | 4.0      | 1        | 1.0      | 13       | 13.0     | 17       | 17.0     | 12       | 12.0     | 7        | 7.0      | 13       | 13.0     | 19        | 19.0      | 20        | 20.0      | 1         | 1.0       | 9    | 18.0 | 141.0 | 121.0 |
| 11                | BRA Brasil         | Marco Grael         | Gabriel Borges         | 10       | 10.0     | 11       | 11.0     | 8        | 8.0      | 7        | 7.0      | 19       | 19.0     | 7        | 7.0      | 10       | 10.0     | 17       | 17.0     | 10       | 10.0     | 8         | 8.0       | 15        | 15.0      | 6         | 6.0       | -    | -    | 128.0 | 109.0 |
| 12                | AUT Áustria        | Nico Delle Karth    | Nikolaus Resch         | 17       | 17.0     | 6        | 6.0      | 10       | 10.0     | 18       | 18.0     | 3        | 3.0      | 14       | 14.0     | 3        | 3.0      | 14       | 14.0     | DNF      | 21.0     | 4         | 4.0       | 11        | 11.0      | 16        | 16.0      | -    | -    | 137.0 | 116.0 |
| 13                | SUI Suíça          | Sébastien Schneiter | Lucien Cujean          | 5        | 5.0      | 16       | 16.0     | 12       | 12.0     | 4        | 4.0      | 17       | 17.0     | 15       | 15.0     | 15       | 15.0     | 10       | 10.0     | 16       | 16.0     | 5         | 5.0       | 17        | 17.0      | 5         | 5.0       | -    | -    | 137.0 | 120.0 |
| 14                | ITA Itália         | Ruggero Tita        | Pietro Zucchetti       | 7        | 7.0      | 20       | 20.0     | 19       | 19.0     | 11       | 11.0     | 15       | 15.0     | 8        | 8.0      | 9        | 9.0      | 9        | 9.0      | 6        | 6.0      | 7         | 7.0       | 10        | 10.0      | 19        | 19.0      | -    | -    | 140.0 | 120.0 |
| 15                | CRO Croácia        | Pavle Kostov        | Petar Cupać            | 9        | 9.0      | 17       | 17.0     | 11       | 11.0     | 10       | 10.0     | 11       | 11.0     | 1        | 1.0      | 17       | 17.0     | 18       | 18.0     | 15       | 15.0     | 13        | 13.0      | 8         | 8.0       | 10        | 10.0      | -    | -    | 140.0 | 122.0 |
| 16                | POR Portugal       | Jorge Lima          | José Costa             | 4        | 4.0      | 4        | 4.0      | 18       | 18.0     | 6        | 6.0      | 16       | 16.0     | DSQ      | 21.0     | 11       | 11.0     | 19       | 19.0     | 4        | 4.0      | 9         | 9.0       | 19        | 19.0      | 12        | 12.0      | -    | -    | 143.0 | 122.0 |
| 17                | BEL Bélgica        | Yannick Lefèbvre    | Tom Pelsmaekers        | 19       | 19.0     | 14       | 14.0     | 13       | 13.0     | 17       | 17.0     | 9        | 9.0      | 3        | 3.0      | 8        | 8.0      | 8        | 8.0      | 12       | 12.0     | 20        | 20.0      | 14        | 14.0      | 8         | 8.0       | -    | -    | 145.0 | 125.0 |
| 18                | JPN Japão          | Yukio Makino        | Kenji Takahashi        | 3        | 3.0      | 15       | 15.0     | 17       | 17.0     | 8        | 8.0      | 8        | 8.0      | 2        | 2.0      | 19       | 19.0     | 12       | 12.0     | 17       | 17.0     | 15        | 15.0      | 16        | 16.0      | 20        | 20.0      | -    | -    | 152.0 | 132.0 |
| 19                | USA Estados Unidos | Thomas Barrows III  | Joseph Morris          | 18       | 18.0     | 19       | 19.0     | 14       | 14.0     | 14       | 14.0     | DSQ      | 21.0     | 11       | 11.0     | 16       | 16.0     | 16       | 16.0     | 11       | 11.0     | 6         | 6.0       | 13        | 13.0      | 17        | 17.0      | -    | -    | 176.0 | 155.0 |
| 20                | CHI Chile          | Benjamín Grez       | Cristóbal Grez         | 12       | 12.0     | 18       | 18.0     | 15       | 15.0     | 19       | 19.0     | 18       | 18.0     | DSQ      | 21.0     | 7        | 7.0      | 20       | 20.0     | DNF      | 21.0     | 14        | 14.0      | 12        | 12.0      | 15        | 15.0      | -    | -    | 192.0 | 171.0 |

Legenda
| Recorde mundial      | Recorde mundial (World record)               |                       | Recorde africano                      | Recorde africano (African) |                                           | Q | Classificado por posição (Qualified) |
| Recorde olímpico     | Recorde olímpico (Olympic record)            | Recorde da América    | Recorde da América (Americas)         | q                          | Classificado por melhor tempo (Qualified) |   |                                      |
| Melhor marca do ano  | Melhor marca do ano (World leading)          | Recorde asiático      | Recorde asiático (Asian)              | DNS                        | Não largou (Did not start)                |   |                                      |
| Recorde nacional     | Recorde nacional (National record)           | Recorde europeu       | Recorde europeu (European)            | DNF                        | Não terminou (Did not finish)             |   |                                      |
| Recorde pessoal      | Recorde pessoal do atleta (Personal best)    | Recorde da Oceania    | Recorde da Oceania (Oceania)          | DSQ / DQ                   | Desclassificado (Disqualified)            |   |                                      |
| Recorde da temporada | Recorde da temporada do atleta (Season best) | Recorde sul-americano | Recorde sul-americano (South America) | NM                         | Sem marca (No mark)                       |   |                                      |

### Vela
| M   | Regata da Medalha da qual só participam os dez primeiros colocados das regatas anteriores  |  |  | CAN | Regata cancelada |
| BFD | Desclassificado por bandeira preta (Black Flag Disqualified)                               |  |  |     |                  |
| UFD | Desclassificado por bandeira "U" (U Flag Disqualified)                                     |  |  |     |                  |
| OCS | Largada queimada (On the Course Side of the starting line)                                 |  |  |     |                  |
| DNE | Desclassificação sem eliminação (infração a um item do regulamento da prova – Did Not End) |  |  |     |                  |